# Mňam TV
Mňam TV je česko-slovenská celoplošná televizní stanice, která se zaměřuje na vaření a životní styl.
Vysílá od února 2015 a od svého začátku se zaměřuje především na gastronomická témata. Televizní stanice do programu pravidelně zařazuje populární kuchařské show např. Jamieho Olivera, Gordona Ramsayho, Annabel Langbein či Marthy Stewart. Zahraniční televizní pořady zavedou diváky Mňam TV na různé kontinenty, aby objevili rozmanité pokrmy, tradice, zvyky, jedinečná jídla nebo recepty, které přinášejí inspiraci a nové nápady jak překvapit rodinu a přátele u jídelního stolu.
Mňam TV se zaměřuje také na vlastní produkci. Nejnovějším dílem z vlastní produkce jsou pořady Čas na TE.BE s Terezou Bebarovou a cukrářem Josefem Maršálkem a Barevný svět Lukáše Neckáře. Tereza s Josefem s představují řadu lahodných sladkých i slaných receptů, za to Lukáš se specializuje na asijskou kuchyni.

## Informace o Mňam TV

### Cílová skupina Mňam TV
Diváci Mňam TV jsou převážně ženy (60 %) s malými dětmi (0–4) a 35+ (59 %) lidé s vyšším vzděláním ze střední třídy B, C.

### Průměrný vysílací čas Mňam TV
Přibližná délka vysílacího času pořadů (bez reklamy a upoutávek) je 33 minut.

### Mňam TV Distribuce
Televizní kanál Mňam TV lze naladit přes IPTV, kabelové a satelitní distributory a také přes DVB-T (pozemní vysílání).
- IPTV Největším IPTV distributorem televizního kanálu Mňam TV v ČR je O2 TV, Vodafone a skupiny Nej TV a SledováníTV. Níže uvedená tabulka zobrazuje hlavní distributory Mňam TV.

| Společnost   | Počet diváků | Poskytovatel signálu |
| ------------ | ------------ | -------------------- |
| Vodafone     | 545 000      | Vodafone             |
| O2 TV        | 425 000      | Vodafone             |
| NEJ CZ       | 150 000      | Vodafone             |
| Sledování TV | 55 000       | Vodafone             |
| Ostatní      | 230 000      | Vodafone             |

- Kabelová televize Největším kabelovým distributorem a zároveň poskytovatelem signálu v ČR a SR je Vodafone/UPC. Televizní kanál Mňam TV je také přístupný v aplikaci Horizon Go (pro PC, tablet a mobilní telefon). Vodafone / UPC poskytuje následující: Mňam TV najdete také v TV Start. Je nabízen pro televizory s DVB-T bez potřeby zakoupení nového set-top boxu nebo nového televizoru s funkcí DVB-T2. Vysílání je zdarma v rámci TV Start s následujícími balíčky: Klasik, Komfort a Komplet.
- Satelitní vysílání Největším satelitním distributorem Mňam TV v Česku a na Slovensku je Skylink (člen skupiny Canal+). Televizní kanál je šířen do 1 600 000 domácností.
- DVB-T (pozemní vysílání) V Praze a její těsné blízkosti je v současné době funkční pozemní vysílání, pokrývající 1 300 000 domácností.

#### Mňam TV na Slovensku
Na Slovensku zastupuje Mňam TV agentura Asteon, která zajišťuje spolupráci s distributory, reporting a další administrativní úkony.
Níže uvedená tabulka ukazuje distributory Mňam TV na Slovensku.
| Společnosti    | Počet diváků | Poskytovatel signálu |
| -------------- | ------------ | -------------------- |
| UPC SK         | 140 000      | UPC                  |
| Orange SK      | 6 000        | UPC                  |
| Slovak Telecom | 60 000       | UPC                  |
| Sledovanitv.sk | 25 000       | UPC                  |
| Ostatní        | 12 700       | UPC                  |

## Mňau TV
4. prosince 2015 byla v multiplexu 4 spuštěna promo smyčka stanice Mňau TV. Podle licenčních podmínek se mělo jednat o stanici, která se bude zaměřovat na domácí zvířata – primárně bude o psech, kočkách, koních a dalších zvířatech, která obklopují náš svět. 